# Елій Арістид
Елій Арістід (117–181) — відомий красномовець, софіст часів правління імператора Марка Аврелія.

## Життєпис
Справжнє ім'я Елія — Федір. Був сином Арістіда (звідси його друга частина імені), який був заможною людиною та жерцем Зевсу у місті Адріані (Місія, Мала Азія). В Афінах він вчився у Герода Аттіка, а потім займався мистецтвом красномовства у відомого вчителя Олександра Котіємського. Після цього вирішив рушити до Риму, куди намагалися потрапити багато з риторів та софістів.
Після вилікування почав подорожувати по Єгипту (тут почав перші визначні риторичні виступи), Малій Азії, Греції, Італії, всюди виступаючи з промовами та читаючи лекції як софіст. Цим він здобув величезну славу та загальну прихильність. У 145 році прибув до Риму, де й залишався до скону. У Римі змінив своє ім'я на Елій, ставши Елієм Арістідом. Втім під час чергової подорожі по Лаціуму захворів, тому час від часу їздив до Пергаму й Смірни, щоб приймати оздоровчі ванни. Тут слухав лекції теж відомого красномовця Аристона Пергамського, а потім й Полемона Смірнського. Внаслідок хвороби Арістід перестав займатися красномовством. У 176 році завдяки клопотанням Елія Арістіда імператор Марк Аврелій надав кошти на відновлення міста Смірни після руйнівного землетрусу. За це Елій здобув величезну прихильність серед його мешканців.
Елій Арістід мав значний вплив на імператора Марка Аврелія в частині моральних та філософських засад.

## Творчість
Елій Арістід як красномовець перевершував усіх своїх сучасників. Він давав перевагу змісту над формою. Не поважав каламбурів, якихось словесних прикрас. Елій вважав неодмінним чітко та ясно висловлювати свою думку. Його виступи та промови були лаконічні та короткі, втім їм бракувало легкості. Разом з тим промови були ретельно пророблені, написані аттичною говіркою грецької мови. Сучасники порівнювали Елія Арістіда з Демосфеном. Збереглося 55 промов та 2 риторичних твора з доробку Елія Аристіда. Більшою часткою — це панегірики божествам, імператорові, містам, окремим відомим особистостям.

## Твори
- Панафінейська промова. Одна з найвідоміших Елія Арістіда.
- Панегірик Риму.
- Панегірик Смірні.
- Панегірик Родосу
- Промови на захист історичних діячів минувшини — Мільтіада, Фемістокла, Кімона, Перикла.
- 6 Священних промов. Тут розкривається історія хвороби Елія Арістіда, засоби якими він лікувався.

## Видання
- Aristides, Aelius. Aristides: in 3 v. / ed. by Wilhelm Dindorf. Lipsiae: Libraria Weidmannia, G. Reimer, 1829.